# Kabinett Jawara I

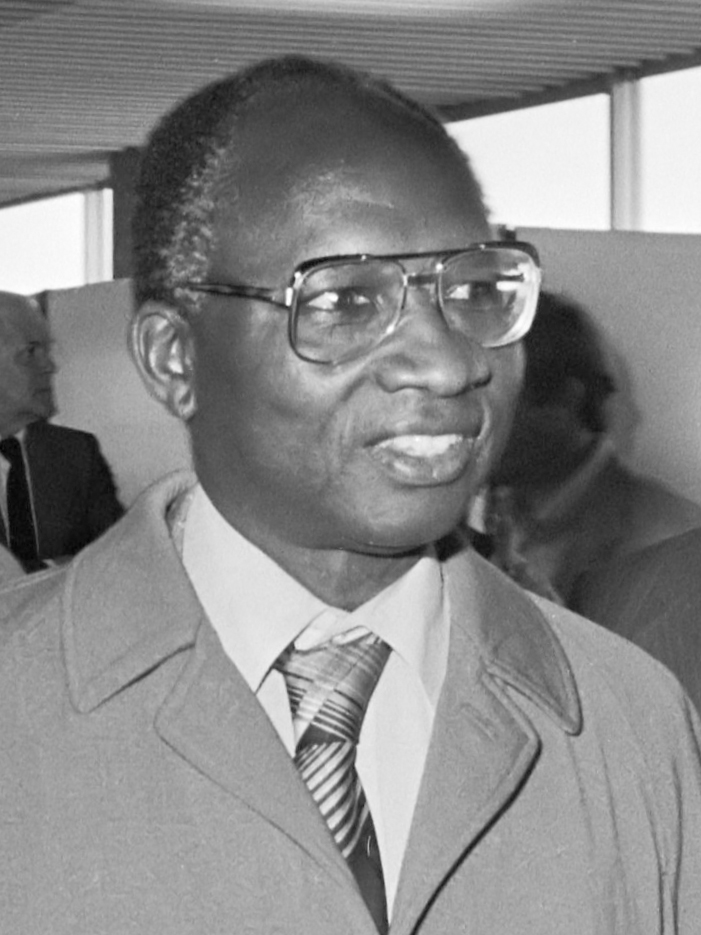
Premierminister Dawda Jawara (1979)

Das Kabinett Jawara I wurde in der britischen Kolonie Gambia am 12. Juni 1962 gebildet, nachdem Dawda Jawara von der Fortschrittlichen Volkspartei PPP (People’s Progressive Party) als Nachfolger von Pierre Sarr N’Jie das Amt des Premierministers übernommen hatte. Das Kabinett befand sich bis zum 24. April 1970 im Amt und wurde durch das Kabinett Jawara II abgelöst, nachdem Jawara Präsident der Republik Gambia geworden war.
Jawaras PPP hatte die Wahlen im Mai 1962 zum Repräsentantenhaus mit einer deutlichen Mehrheit vor der Vereinigten Partei UP (United Party) N’Jies gewonnen und verfügte in dem von 19 auf 32 Sitze erweiterten Parlament mit 18 Sitzen über eine absolute Mehrheit. In der Folgezeit brach Jawara mit der Absetzung von 13 Häuptlingen (Chiefs) weitgehend deren Einfluss. Nach der Gewährung der inneren Selbstregierung am 4. Oktober 1963 erhielt Gambia am 18. Februar 1965 die Unabhängigkeit. Eine erste Volksabstimmung zur vollständigen Unabhängigkeit von Großbritannien hatte im November 1965 mit 758 Stimmen nur knapp die notwendige Zwei-Drittel-Mehrheit verfehlt. Während sich 61.568 Wähler für die Loslösung vom Vereinigten Königreich gestimmt hatten, sprachen sich 31.921 Wähler dagegen aus. Bei den Wahlen am 26. Mai 1966 konnte die PPP 75 Prozent der Wählerstimmen erzielen und damit ihre Mehrheit im Repräsentantenhaus auf 24 der 32 Sitze ausbauen. Danach leitete die Regierung Jawaras eine Integration der Wolof und anderer Ethnien der Kolonie ein und bevorzugte diese durch die Konzentration entwicklungspolitischer Maßnahmen auf die Küstenregion.

## Minister
| Amt                                                   | Amtsinhaber |
| ----------------------------------------------------- | --- |
| Premierminister                                       | 12. Juni 1962 bis 24. April 1970: Dawda Jawara (1924–2019) |
| Finanzminister                                        | Juni 1962 – Dezember 1967: Sheriff S. Sisay (1935–1989) Dezember 1967 – April 1970: Sheriff Mustapha Dibba (1937–2008)                                                                   |
| Außenminister                                         | Februar 1965: Alieu Badara N’Jie (1904–1982) Dezember 1967: Sheriff S. Sisay (s. o.) Januar 1968: Andrew Camara (1923–2013)                                                              |
| Gesundheitsminister                                   | Juni 1962: Jerreh Daffeh (1930–1998) 1964: Ebrima Daour N’Jie (1911–1970) Februar 1965: Kebba C. A. Kah (* 1934) April 1968: Ibrahima Momodou Garba-Jahumpa (1912–1994)                  |
| Bildungsminister                                      | Juni 1962: Paul Louis Baldeh (1937–1968) November 1963–1965: Andrew Camara (s. o.) 1966–1968: Andrew Camara (s. o.)                                                                      |
| Minister für Arbeit und soziale Wohlfahrt             | Oktober 1963–1964: Sheriff Mustapha Dibba (s. o.) 1964–1965: Andrew Camara (s. o.) 1965–1966: Sheriff Mustapha Dibba (s. o.) 1966–1968: Andrew Camara (s. o.)                            |
| Minister für öffentliche Arbeiten und Kommunikation   | Juni 1962 – September 1964: Omar Momodou M’Baki (1923?–1994) 1964–1965: Alieu Badara N’Jie (s. o.) 1965–1966: Andrew Camara (s. o.) 1966 – Dezember 1967: Sheriff Mustapha Dibba (s. o.) |
| Minister für Kommunalverwaltung und Ländereien        | Juni 1962–1966: Sheriff Mustapha Dibba (s. o.) 1969–1970: Yaya Ceesay (* 1937) |
| Minister für Landwirtschaft und natürliche Ressourcen | 1968–1969: Yaya Ceesay (s. o.) 1969–1970: Howsoon Ousman Semega-Janneh (1914–1988) |
| Generalstaatsanwalt                                   | 1964–1968: Phillip Rodney Bridges (1922–2007) 1968–1970: Momadu Lamin Saho (1932–1993)                                                                                                   |

## Hintergrundliteratur
- Gambia seit 1946, in: Der Große Ploetz. Die Enzyklopädie der Weltgeschichte, Verlag Vandenhoeck & Ruprecht, 35. Auflage, 2008, S. 1935, ISBN 978-3-525-32008-2